# شاد (گروه موسیقی)
شاد یا شید (به انگلیسی: Shaed) یک گروه موسیقی آمریکایی است.